# Нісіавакура
35°10′17″ пн. ш. 134°20′11″ сх. д. / 35.17139° пн. ш. 134.33639° сх. д.
Нісіавакура (яп. 西粟倉村) — село в Японії, в префектурі Окаяма.